# Zbigniew Staniewicz
Zbigniew Staniewicz (ur. 18 września 1906 w Sankt Petersburgu, zm. 14 maja 1934 w Warszawie) – polski aktor.

## Życiorys

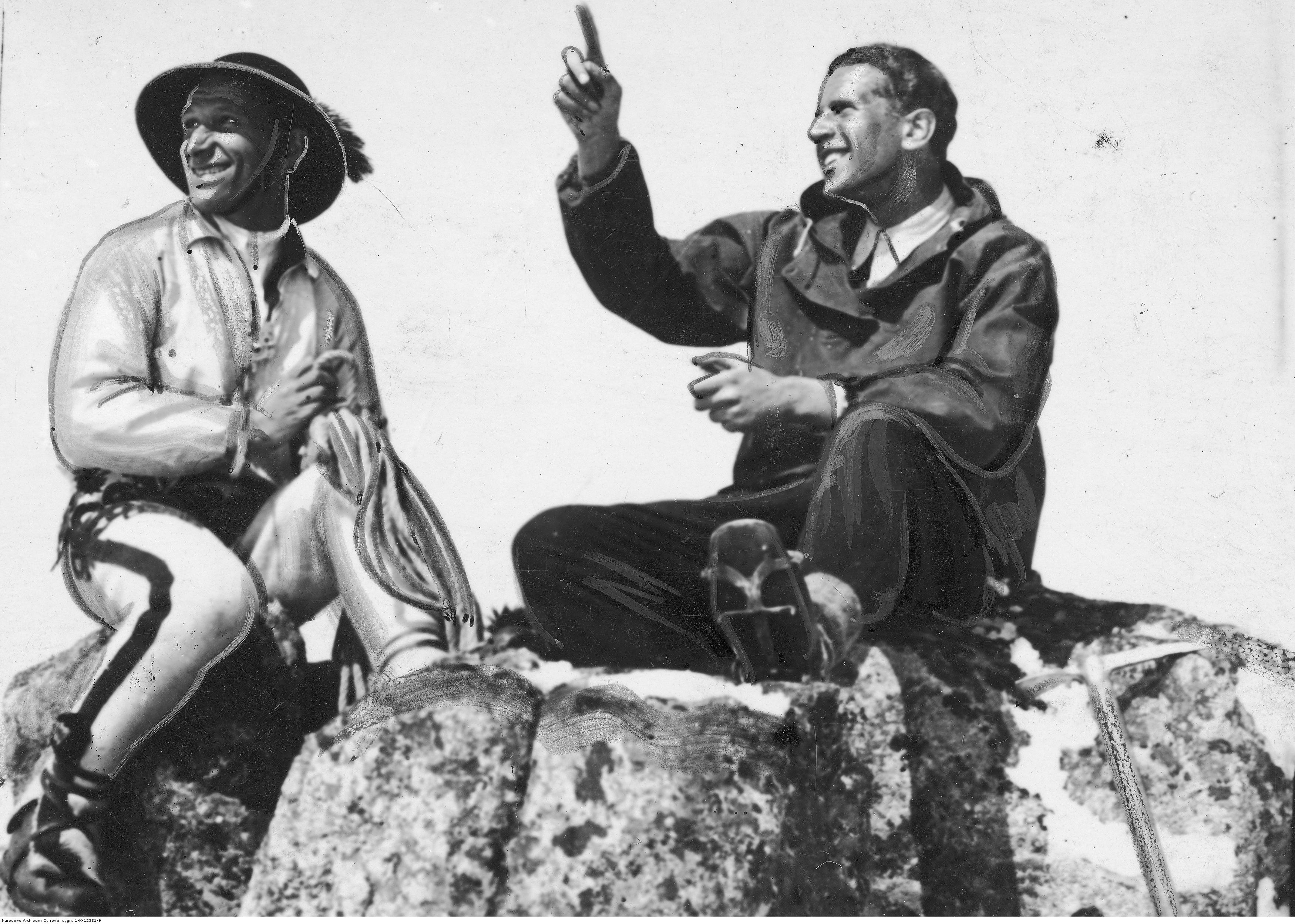
Stanisław Gąsienica-Sieczka i Zbigniew Staniewicz na planie filmu Zamarłe echo

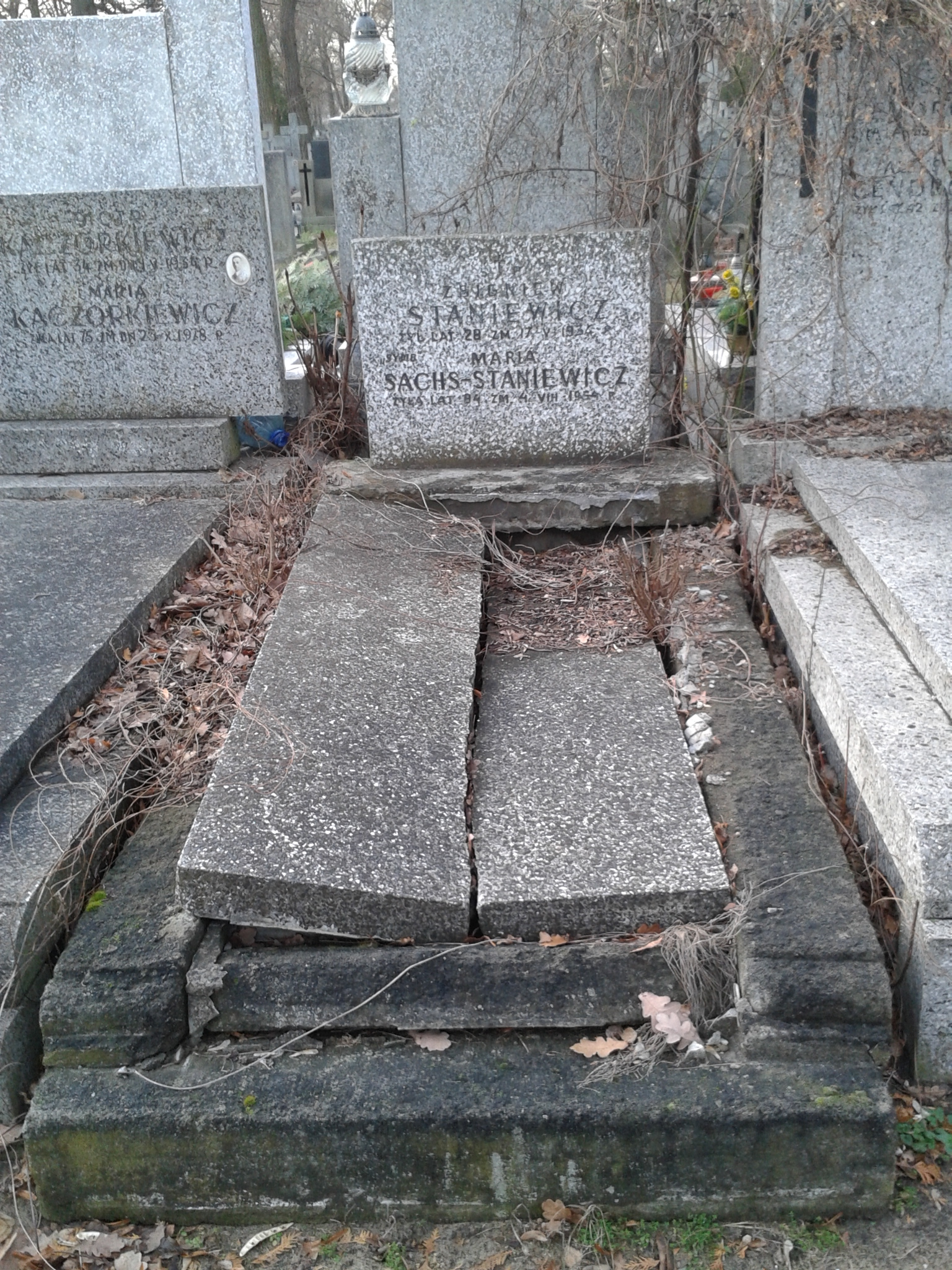
Grób Zbigniewa Staniewicza na cmentarzu Bródnowskim w Warszawie

Pochodził ze znanego rodu szlacheckiego herbu Gozdawa. Urodził się w rodzinie Zygmunta (1864–1937), urzędnika, i Marii z Sachsów (1874–1954). Jego stryjami byli Wiktor, Leon oraz Jerzy Marian Jan (1876–1926).
Przez całe dzieciństwo mieszkał w Rosji, do Polski przyjechał z rodziną w 1920. W Warszawie wstąpił do Korpusu Kadetów. Później studiował teologię i wstąpił do seminarium. W 1928 zaczął pracować jako urzędnik w PKP. Mając dwadzieścia trzy lata wziął udział w konkursie na rolę męskiego amanta do filmu Z dnia na dzień Józefa Lejtesa. Organizatorami były redakcja Wieczoru Warszawskiego i wytwórnia filmowa „Forbert-Film”. Choć nie wygrał przesłuchań, otrzymał epizodyczną rolę w filmie Mocny człowiek. Udział w kolejnych dwóch filmach sprawił, że stał się znany. Ponadto w 1933 Związek Artystów Dramatycznych zorganizował Bal Mody, na którym Zbigniew Staniewicz zdobył tytuł "arbitra elegantiarum". W tym samym roku debiutował na scenie Teatru 8:30 w sztuce Kobieta, która wie czego chce. W kwietniu 1934 dodatkowo zatrudnił się jako technik przy budowie warszawskiego węzła kolejowego. Rozpoczynającą się karierę przerwała jego nagła śmierć, został znaleziony z raną postrzałową klatki piersiowej. Zmarł w Szpitalu Dzieciątka Jezus w Warszawie, pochowany 17 maja 1934 na cmentarzu Bródnowskim (kwatera 47G-1-7).

## Filmografia
- 1929: Mocny człowiek, rola epizodyczna
- 1932: Dzikie pola, jako Zbig, kadet austriacki
- 1933: Przybłęda, jako Jur
- 1933: Ostatnia eskapada, jako wachmistrz Stanisław
- 1934: Zamarłe echo, jako Zbigniew Reliński, syn Stefana
- 1934: Hanka, jako kłusownik Zbych